# Conflitto costituzionale prussiano
Il conflitto costituzione prussiano (in tedesco preußischen Verfassungskonflikt), noto anche come conflitto di bilancio (preußischer Budgetkonflikt) o conflitto armato prussiano (Heereskonflikt) fu il conflitto istituzione che, sorto per la riforma dell'esercito, riguardò gli assetti della divisione dei poteri tra re e parlamento nel Regno di Prussia tra il 1859 ed il 1866.
Durante il conflitto, il re Guglielmo I si scontrò con la Camera dei rappresentanti, dominata dai liberali, che gli negò i mezzi per riorganizzare l'esercito prussiano ed in generale le forze armate del Paese. Al culmine del conflitto, l'11 marzo 1862, il re sciolse il parlamento, eletto solo nel gennaio 1862, a seguito della delibera di sospensione del finanziamento provvisorio delle riforme militari. Tre giorni dopo rimosse i membri liberali del governo e costituì un nuovo governo conservatore sotto Adolf zu Hohenlohe-Ingelfingen. In maggio, il liberale Partito del Progresso tedesco si dimostrò ancora una volta il chiaro vincitore delle elezioni. Nel settembre del 1862, una possibile via d'uscita dalla situazione di stallo tra corona e parlamento fallì ancora una volta, dopo di che Guglielmo I considerò l'abdicazione a favore di suo figlio. Il 22 settembre 1862, Guglielmo I incaricò infine Otto von Bismarck di assumere il governo. Il nuovo primo ministro "risolse" il conflitto individuando una lacuna nella costituzione prussiana di allora (cosiddetta teoria del gap). La costituzione in effetti non disciplinava il caso di disaccordo tra esecutivo e legislativo. La vera e propria fine politica del conflitto nel 1866-'67 fu segnata dai movimenti della destra liberale che fondarono un nuovo partito e accettarono l'Indemnitätsvorlage proposta da Bismarck.

## La riforma dell'esercito

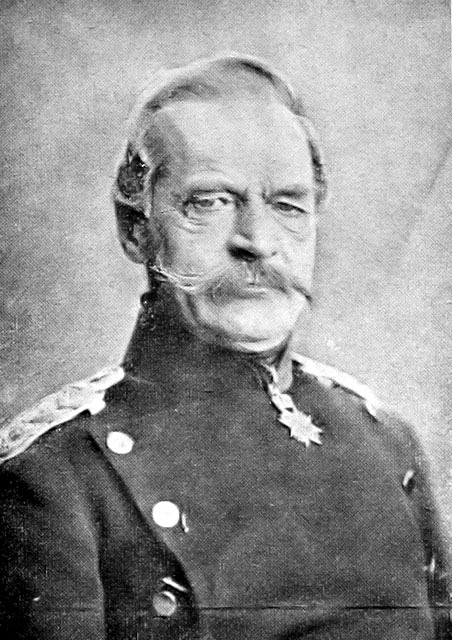
Albrecht von Roon, ministro della guerra prussiano

Il conflitto costituzionale riguardò principalmente il finanziamento della riorganizzazione dell'esercito prussiano.
Nel 1860, il sovrano prussiano Guglielmo e il suo ministro della guerra Albrecht Graf von Roon presentarono un piano di riorganizzazione dell'esercito, il quale, a quel tempo, si componeva di 150.000 uomini, ovvero la stessa forza del 1815, a fronte di una popolazione quasi raddoppiata.
Il piano recuperava il gap con il reclutamento di 65.000 uomini all'anno invece di 40.000, pari a circa un terzo di tutti i soldati di leva. Il numero di reggimenti attivi, inoltre, andava incrementato di 39 reggimenti di fanteria e 10 di cavalleria contemporaneamente. L'esercito di difesa così avrebbe raggiunto le 200.000 unità invece delle precedenti 145.000. Infine, si prospettava la rigida applicazione della legge presente che sanzionava il periodo di servizio attivo in tre anni, ma che in precedenza era stato tacitamente limitato a due anni.
Tra gli obiettivi della riforma vi era il miglioramento dell'addestramento delle truppe e l'innalzamento della lealtà delle forze armate. Inoltre si intendeva svincolare l'esercito prussiano dal Landwehr, per renderlo permanente, visto che gli "eserciti locali" non erano più considerati al passo con i tempi. In questo modo si mirava a ripristinare la potenza militare della Prussia ed a garantire la sua posizione dopo la rivoluzione del 1848.
La costituzione prevedeva che la Camera dei rappresentanti fosse competente per l'approvazione del bilancio e quindi anche della parte che riguardava le spese militari. Al riguardo la maggioranza del parlamento prussiano intendeva limitare l'arruolamento generale a due anni, impedire l'indebolimento delle Landwehr e ridurre i fondi da approvare per la riforma da nove a due milioni di talleri nel primo esercizio finanziario.
Ciononostante, la Camera dei rappresentanti ha concesso nove milioni di talleri provvisoriamente per il primo anno della riforma.
L'anno successivo, il re chiese altri cinque milioni di talleri per la riforma dell'esercito e ricevette nuovamente l'approvazione provvisoria della Camera.
Nel dicembre del 1861, prima delle elezioni, una parte del vecchio partito liberale si è scissa nel "Partito del Progresso" che puntarono alla riduzione del servizio militare obbligatorio ed al mantenimento del Landwehr. Inoltre, i progressisti intesero cambiare la distribuzione del potere in Prussia a favore della Camera dei rappresentanti, così, per avere accesso ai dettagli della riforma dell'esercito, presentarono una richiesta di informazioni dettagliate sul progetto di bilancio. Tuttavia, non ottennero la resa del re, ma solo le dimissioni del gabinetto della Neuen Ära, considerato liberale.
Dopo lo scioglimento della Camera dei rappresentanti e le nuove elezioni, i parlamentari progressisti rafforzarono, costituendo i due terzi dell'assemblea.
Il primo ministro von Hohenlohe presentò un progetto di bilancio alla nuova Camera dei rappresentanti senza la sovrattassa fiscale finora riscossa, in quanto le maggiori spese furono coperte dall'incremento del gettito fiscale generale dovuto all'aumento dell'imposta sulla proprietà ed alla crescente prosperità. Inoltre, su proposta della Camera fu introdotto un progetto di legge sul servizio militare.
D'altro canto, i membri del Partito del Progresso non solo chiesero che il servizio obbligatorio fosse limitato a due anni, ma che tutti i reggimenti costituiti nel corso della riforma dell'esercito venissero sciolti. Una proposta di compromesso del ministro della Guerra von Roon, che intendeva assumere 20 militari professionisti per compagnia per due anni di servizio a spese di una tassa "di rinnovo militare" di nuova introduzione, fu respinta sia dal re che dalla Camera, che rifiutò i sei milioni di talleri proposti per il rafforzamento dell'esercito per l'anno 1862.
La questione intaccava le radici della riforma che re Guglielmo attuò per rafforzare la corona e la nobiltà, ossia gli ufficiali dell'esercito permanente, mentre la Camera dei rappresentanti, col suo blocco, tentò di preservare il Landwehr come spina dorsale delle forze armate prussiane, così da ampliare il proprio potere. I progressisti, d'altro canto, per raggiungere questo obiettivo furono disposti a respingere l'intero bilancio, anche nelle sue parti non militari.
La popolazione fu completamente all'oscuro del conflitto costituzionale.

## Bismarck e la teoria delle lacune

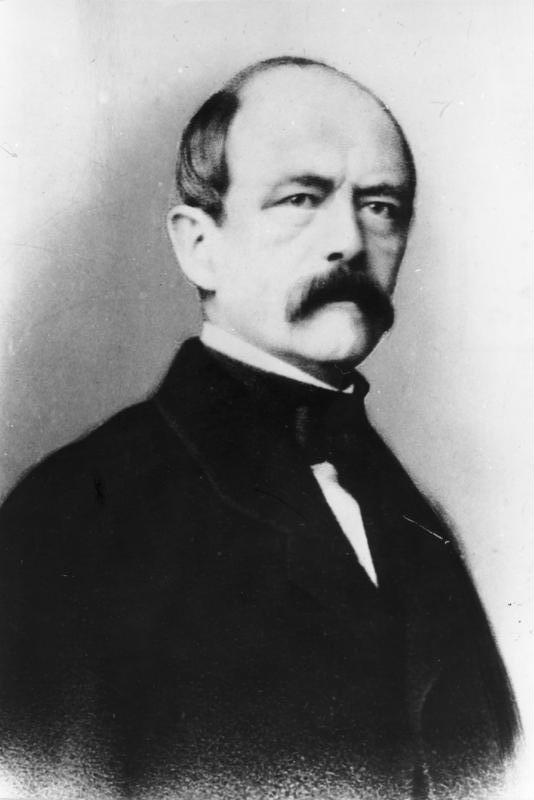
Otto von Bismarck, Primo ministro prussiano dal 1862

Non essendo stato raggiunto alcun compromesso, il re Guglielmo I si preparò ad abdicare a favore del figlio Federico Guglielmo, ma il ministro della guerra Roon spinse il sovrano a nominare primo ministro Otto von Bismarck, allora ambasciatore prussiano a Parigi. Il re, anche se con riluttanza, accettò il consiglio ed il 23 settembre 1862 lo nominò primo ministro prussiano e poco dopo ministro degli esteri.
Bismarck inizialmente provò a mediare, ma visto che i negoziati tra le parti non producevano effetti, risolse il conflitto ponendo la seguente domanda: come si dovrebbe decidere un conflitto costituzionale tra il monarca e il parlamento? Quindi notò che la costituzione prussiana non dava esplicite risposte, perciò concluse che ci si trovava innanzi ad una "lacuna nella costituzione" ed in casi simili l'autorità del responsabile dell'esercito, il monarca, dovesse prevalere. Questo approccio è passato alla storia come la "teoria delle lacune".

## Il diritto del bilanciodi Paul Laband

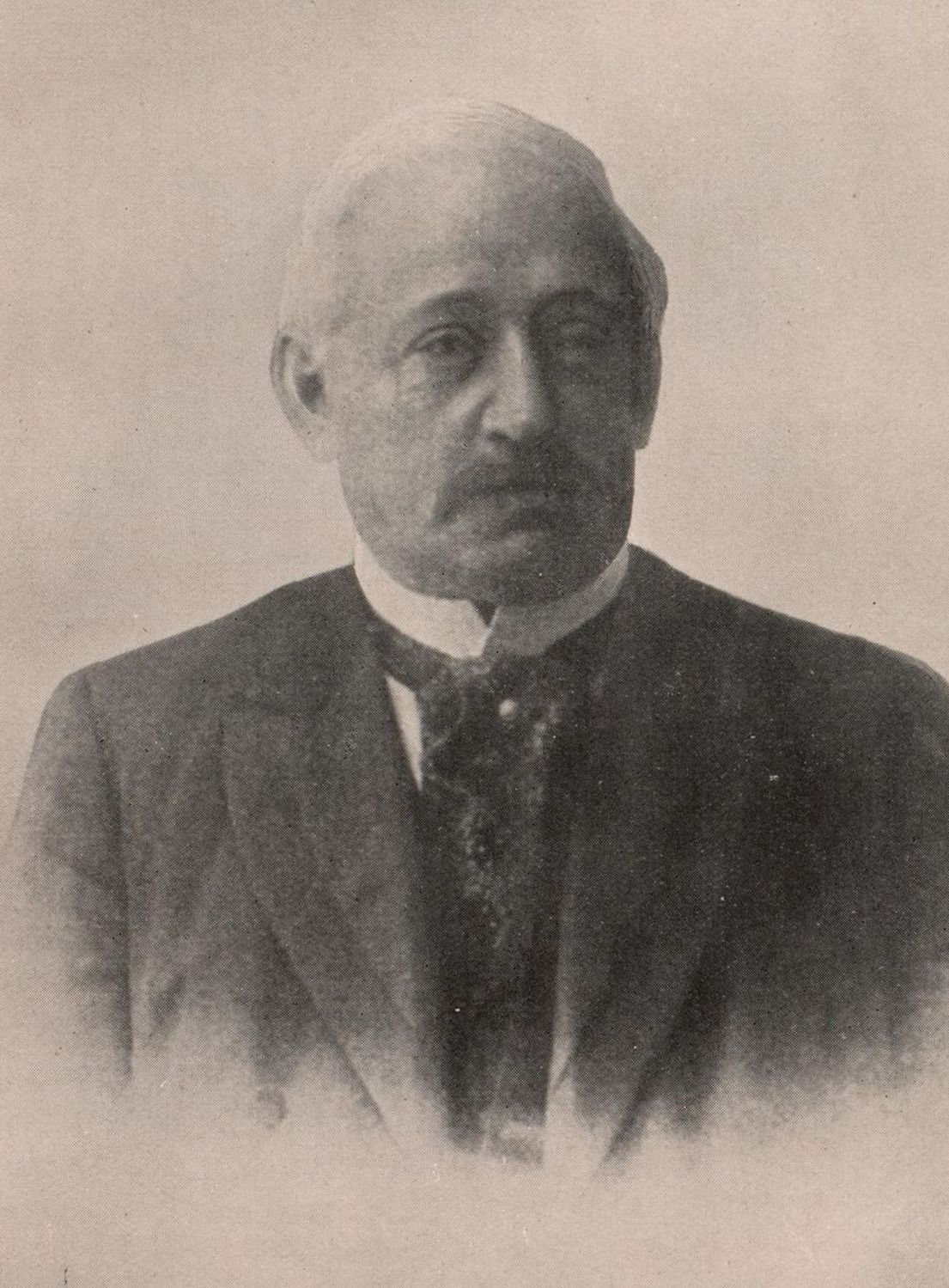
Paul Laband (1838–1918), giuspubblicista tedesco autore di un saggio sul conflitto costituzionale prussiano

Nel 1870 il giuspubblicista tedesco Paul Laband pubblicò un saggio di dottrina giuridica Das Budgetrecht ("Il diritto del bilancio"), che interveniva sulla questione al centro del conflitto costituzionale prussiano del 1859-1866 tra il governo del cancelliere Bismarck e la Camera dei rappresentanti controllata dai liberali. Laband difendeva la posizione assunta dal governo e giustificava il potere di disporre le spese previste nel bilancio non approvato dal parlamento, sebbene sulla base di un'argomentazione diversa da quella avanzata da Bismarck. 
Laband respingeva la tesi di Bismarck secondo cui la costituzione prussiana del 1850 era "lacunosa" con riguardo al caso della mancata approvazione della legge di bilancio, imperfetta perché priva di una disciplina per l'evenienza di un conflitto tra Governo e Camera sulla questione del bilancio. A differenza delle singole leggi, sosteneva Laband, l'ordinamento giuridico è necessariamente coerente e completo, al pari dell'ordine naturale; la lacuna apparente della costituzione non poteva essere colmata facendo ricorso a principi politici, come l'ideale della necessaria concordanza tra la volontà del Governo e quella della Camera, bensì applicando la logica giuridica, e in particolare la distinzione tra legge "in senso materiale" e "in senso formale", per la quale il saggio Das Budgetrecht è soprattutto ricordato. La legge in senso materiale è definita come «deliberata posizione di una norma» e «regola giuridica», laddove la legge in senso formale è un atto formalmente prodotto mediante le regole previste dalla costituzione ma non necessariamente innovativo del diritto vigente.
Sebbene puramente giuridica, la distinzione labandiana era politicamente significativa e utile: in base ad essa, la legge di approvazione del bilancio non era una legge in senso materiale, ma un atto essenzialmente amministrativo assunto nella forma della legge, volto a sancire l'accordo tra Governo e Parlamento sulla necessità e opportunità delle somme indicate in bilancio. Pertanto il fondamento giuridico dei capitoli del bilancio non era da rintracciare nella legge che li approvava, ma nelle leggi fiscali e di spesa che disponevano le singole entrate e uscite dello Stato. Poiché tali leggi esistevano, il Governo era autorizzato a dare esecuzione al bilancio anche in assenza di approvazione parlamentare. Nonostante l'opposizione della Camera, il Governo doveva evitare la paralisi dello Stato e consentire all'amministrazione di adempiere i suoi compiti, come correttamente aveva fatto Bismarck.
Nonostante si presentasse come del tutto neutrale e strettamente scientifico, il saggio di Laband equivaleva a una chiara presa di posizione politica contro il diritto di approvazione del bilancio da parte dei rappresentanza del popolo.

## Indemnitätsvorlage(Dichiarazione di Indebitamento) eSeptennat

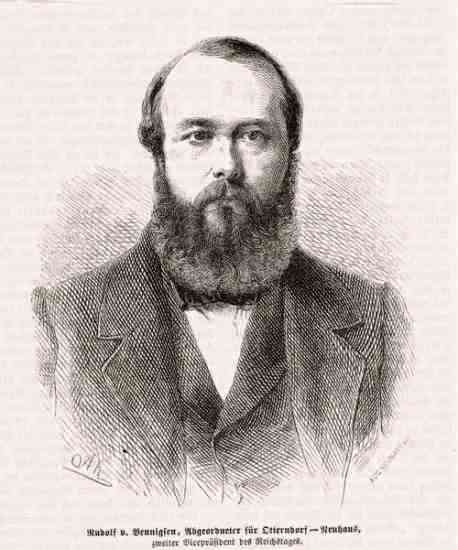
Rudolf von Bennigsen, politico Nazional.liberale che ha accettato l'Indemnitätsvorlage

A causa della sua politica apparentemente spietata, Bismarck fu inviso a molti intellettuali, per tale ragione non gli fu concesso alcun credito per cercare di persuadere il Partito del Progresso a giungere ad un compromesso. Il Cancelliere, pertanto, si trovò ad affrontare diverse centinaia di accuse oltraggiose, che vennero punite con ammende eccessivamente miti dai giudici prussiani che ritennero le polemiche in parte giustificate.
Gli insulti della stampa iniziarono solo dopo l'adozione di un regolamento in lingua francese, secondo il quale i giornali potevano essere vietati dopo due avvertimenti se minacciavano il benessere pubblico attraverso singoli articoli o il loro atteggiamento generale.
Dopo che i liberali respinsero il bilancio militare, Bismarck governò senza un bilancio, attuò la riforma dell'esercito e distolse l'attenzione dal conflitto attraverso la politica estera. A suo parere, le questioni del tempo "non sarebbero state risolte da discorsi e decisioni a maggioranza", ma da "ferro e sangue". Nelle successive elezioni, nel 1863, i liberali ottennero i due terzi dei voti, ma scelsero di non chiedere la nomina di un cancelliere del proprio orientamento ideologico, a causa dei conflitti tra le diverse correnti liberali interne, preferendo la collaborazione con quello in carica, come avvenne per la politica economica.
Bismarck iniziò la fondazione dell'impero dall'alto con l'aiuto dell'esercito moderno nato e rafforzato dalla riforma. Attraverso i suoi sforzi per raggiungere l'unità nazionale, Bismarck riuscì a conquistare i liberali, per i quali l'unità fu più importante della libertà e della democrazia.
Bismarck, dopo la vittoria nella guerra germano-danese, finalmente risolse il conflitto costituzionale con un'offerta di riconciliazione ai liberali. Con l'approvazione della Indemnitätsvorlage, il parlamento avrebbe legalizzato il bilancio degli ultimi anni, in cambio di uno Stato nazionale tedesco. Il progetto di legge è stato approvato il 3 settembre 1866 con 230 voti favorevoli e 75 contrari, ponendo così fine al conflitto costituzionale. A seguito di questa decisione nacque un nuovo partito, il Partito Nazionale Liberale, dalla scissione del Partito del Progresso. Il nuovo partito sostenne Bismarck nella sua politica nazionale, mentre il vecchio partito rimase all'opposizione.
Il risorgere degli stessi conflitti l'anno successivo, spinse Bismarck, nel 1866, a passare al cosiddetto Septennat, per cui non avrebbe più dovuto interpellare il parlamento sulle spese militari per sette anni. Questo Septennat fu approvato con una maggioranza nazional-liberale e conservatrice nel 1867 dopo lo scioglimento del parlamento e le successive elezioni.

## Gli effetti sul rapporto tra Guglielmo I e il principe ereditario prussiano

### Considerazioni relative alle deroghe

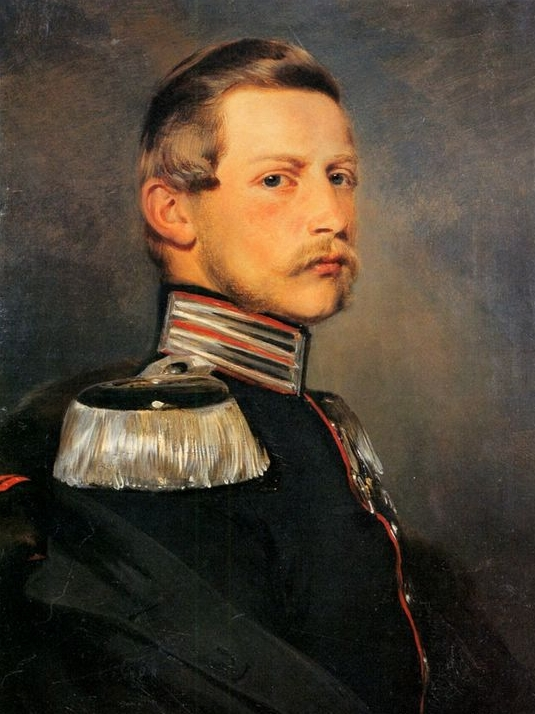
Il principe ereditario prussiano, ritratto di Franz Xaver Winterhalter, 1857

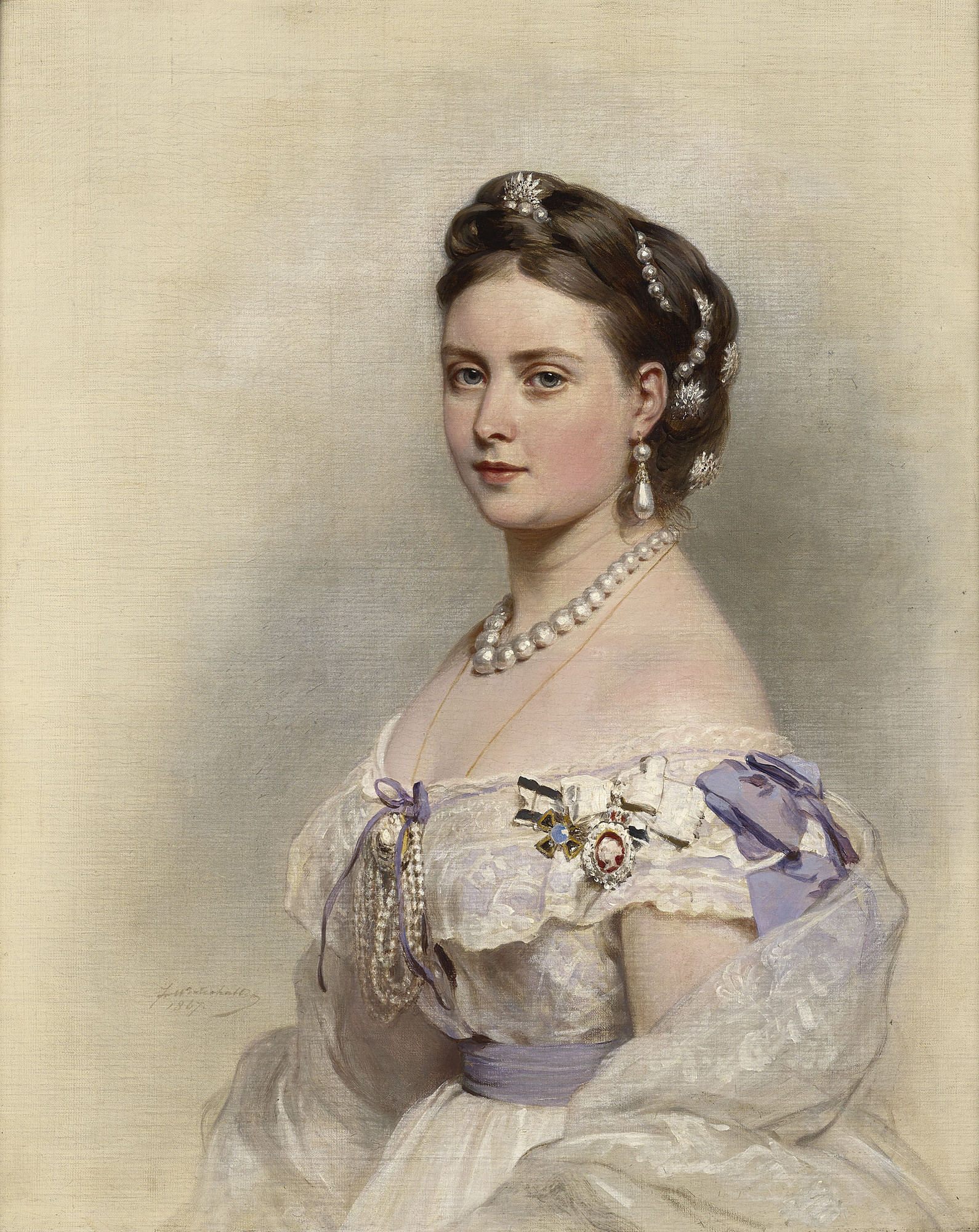
La principessa prussiana Vittoria, 1867, dipinto da Franz Xaver Winterhalter

A seguito del conflitto costituzionale prussiano, le differenze politiche tra Guglielmo I e suo figlio ed erede al trono, Federico, emersero apertamente ed alla fine isolarono politicamente presso la corte prussiana la coppia dei principi ereditari.
Anche Federico, come suo padre, era convinto che l'esercito prussiano dovesse essere rafforzato, ma in definitiva fu più liberale. Alla vigilia delle elezioni del dicembre 1861, in una lettera al padre chiese di non sostituire il governo con uno più conservatore, per evitare l'accusa di tornare a una politica reazionaria. Guglielmo I si sentì tradito da suo figlio, anche perché i giornali democratici ritrassero il principe ereditario come amico delle loro idee politiche e avversario del re. Il 18 marzo 1862, Guglielmo I accusò suo figlio, alla presenza del ministro Alexander von Schleinitz, di essere a capo dei ministri allontanati e lo accusò di slealtà in una conversazione privata.

Quando il conflitto si intensificò ulteriormente nel corso del 1862 e Guglielmo I considerò la sua abdicazione, la principessa ereditaria Vittoria consigliò vivamente al marito di accettare l'offerta:
(Principessa Vittoria al principe Federico Guglielmo)
Alla fine, il principe ereditario rifiutò. Un monarca che abdica per decisione del parlamento avrebbe creato, ai suoi occhi, un precedente unico ed avrebbe reso molto più difficile il regno dei monarchi successivi. Il suo rifiuto di accettare l'abdicazione del padre espresse anche la sua volontà di assolvere i suoi doveri di figlio e membro della Casa di Hohenzollern. Alla fine, però, fu Otto von Bismarck a impedire a Guglielmo I di rinunciare alla corona.

### LaPreßordonanze l'episodio di Danzica
Tuttavia, Federico Guglielmo mantenne il suo atteggiamento critico nei confronti del governo regio. Quando tornò in Prussia dopo un lungo viaggio, cercò di essere fedele a suo padre astenendosi da qualsiasi dichiarazione politica, ma le loro relazioni tornarono a confliggere quando il governo impose ulteriori restrizioni alla libertà di stampa in modo anticostituzionale. Premonizioni di quanto sarebbe avvenuto furono già visibili nel maggio 1863, il che indusse il principe ereditario ad avvertire con cautela il padre:
(Kronprinz Friedrich Wilhelm an Wilhelm I.)
In risposta, Guglielmo I chiese a suo figlio di esprimersi contro l'opposizione e di sostenere i conservatori. Contemporaneamente, il 1º giugno fu emanata la cosiddetta "Pressordonanz", un decreto d'urgenza basato su basi giuridiche dubbie, che limitava la libertà di stampa garantita costituzionalmente.
Il principe ereditario, benché consapevole che qualsiasi dichiarazione pubblica sulla questione della stampa sarebbe stata percepita dal padre come una insubordinazione, il 4 giugno 1863, lo informò del suo fermo rifiuto a questo decreto e, durante un viaggio a Danzica, criticò pubblicamente, con un po' di cautela, le restrizioni alla libertà di stampa. La reazione fu veemente: il re Guglielmo I accusò suo figlio di disobbedienza e minacciò di sollevarlo dalle sue funzioni nell'esercito e di escluderlo dal Consiglio della Corona. Il reazionario fratello minore di Guglielmo I, il principe Carlo di Prussia, ed il generale Manteuffel si pronunciarono per far giudicare il principe ereditario da una corte marziale. Federico Guglielmo, poco tempo dopo, confermò la sua posizione al padre, ma sottolineò che non si sarebbe più espresso pubblicamente ed inoltre avrebbe desiderato ritirarsi dai suoi uffici militari. Guglielmo I non accettò questa offerta. In agosto, padre e figlio ebbero due lunghe conversazioni tra loro, senza portare ad alcun riavvicinamento. In settembre, il principe ereditario chiese di essere dispensato dal partecipare alle riunioni del Consiglio dei Ministri, ribadendolo nel novembre 1863, senza ottenere alcun risultato. Nel gennaio 1864 ebbe luogo un ulteriore scontro tra padre e figlio a causa dell'ordine di Guglielmo a Federico Guglielmo di non discutere gli affari interni del governo con la principessa Vittoria, vista a corte come la forza liberale trainante della coppia. In questa conversazione, che il principe ereditario definì violenta, Guglielmo I accusò suo figlio di essere un uomo dell'opposizione le cui azioni andavano ben osservate. Il biografo di Federico Guglielmo, Frank Lorenz Müller, sottolineò che questo atteggiamento plasmò il resto del regno di Guglielmo, che durò quasi un quarto di secolo.

## Documenti ufficiali
- Relazioni stenografiche ufficiali sui negoziati della Camera dei rappresentanti prussiana sul bilancio militare. (Separat-Ausgabe). Berlin 1862. (Digitalisat)